# Gamma Cancri
Gamma Cancri (γ Cnc) – gwiazda wielokrotna w gwiazdozbiorze Raka. Znajduje się około 181 lat świetlnych od Słońca.

## Nazwa
Gwiazda ta nosi tradycyjną nazwę Asellus Borealis, wywodzącą się z łaciny. Oznacza ona „północny osioł”. Wraz z „południowym osłem”, którym jest Delta Cancri, stoją przy „żłobie” (łac. Praesepe), którym jest gromada otwarta Messier 44. Wyobrażenie to powstało jeszcze w starożytnej Grecji i nie ma korzeni chrześcijańskich, choć później zostało skojarzone z wyobrażeniem stajenki betlejemskiej. Międzynarodowa Unia Astronomiczna zatwierdziła użycie nazwy Asellus Borealis dla określenia tej gwiazdy.

## Charakterystyka
Główna gwiazda układu Gamma Cancri należy do typu widmowego A. Jest sklasyfikowana jako podolbrzym, ale teoria ewolucji gwiazd pozwala stwierdzić, że w rzeczywistości jest karłem, zaledwie w jednej czwartej okresu syntezy wodoru w hel, dla gwiazd tego typu trwającego 780 mln lat. Należy do odległych członków Hiad.
Ma ona trzech wizualnych towarzyszy. Gamma Cancri B to gwiazda o wielkości 8,7m, odległa o 111,7 sekundy kątowej. Gamma Cancri Bb to gwiazda o wielkości 12,9m, tworząca układ podwójny wraz z oddaloną od niej o 94,6″ γ Cnc B. Trzeci towarzysz to Gamma Cancri Aa (12,4m), odległa o 103,3″ od γ Cnc A. Widmo Gamma Cancri A wskazuje, że jest to gwiazda spektroskopowo podwójna. Gwiazda podlega okresowo zakryciom przez Księżyc; nie stwierdzono obecności dysku pyłowego wokół niej.